# Олевченко, Богдан
Богдан Олевченко (в некоторых источниках - Оленченко) (годы рождения и смерти — неизвестны) — реестровый полковник Войска Запорожского, гетман нереестрового Запорожского казачества (1606).
Участник походов на Москву, в Крым и Турцию.
В начале польско-русской войны в 1609 году по призыву короля Речи Послотитой Сигизмунда III и поощряемый местными польскими администрациями, Олевченко по своей инициативе собрал собственный отряд казаков, большая часть которых состояла из охотников (охочекомонных). Центрами набора были Канев, Черкассы и Переяслав. Казаки избрали реестрового полковника Олевченка своим гетманом.
Во второй половине 1609 г. он привёл 10—тысячное казацкое войско на помощь польским войскам, которыми командовал король и канцлер Литовского княжества Лев Сапега, осаждавшим Смоленск.  Табор казаков и ставка гетмана Олевченко, были поблизости Духовского монастыря. Особой активности при осаде Смоленска, как свидетельствуют хронисты, Олевченко не проявил, то отводил свои полки от города и уничтожая мелкие русские гарнизоны по окрестным городам и сёлам, добывая себе провиант, то вновь возвращался под стены Смоленска.
Войско Олевченко активно участвовало в походе армии Сигизмунда III на Московское государство. Участвовал в битве с московскими войсками в июне 1610 г. вблизи с. Клушино. Запорожцы Олевченко сыграли решающую роль в сражениях у  Новгорода-Северского, Стародуба и Чернигова. Затем в составе войск коронного гетмана Жолкевского осаждал Москву.
Возглавлял походы запорожцев в Крым и Турцию.
После 1610 года судьба Олевченко не известна.